# تپه پائین ده
تپه پائین ده مربوط به سده‌های اولیه دوران‌های تاریخی پس از اسلام است و در شهرستان شیروان، بخش مرکزی، دهستان زوارم ، شمال روستای زوارم واقع شده و این اثر در تاریخ ۲۶ اسفند ۱۳۸۷ با شمارهٔ ثبت ۲۶۱۸۵ به‌عنوان یکی از آثار ملی ایران به ثبت رسیده است.